# María del Pilar de León y Gregorio
María del Pilar de León y de Gregorio (Córdoba, 1843-Madrid, 8 de mayo de 1915) fue una noble y salonnière española conocida por sus obras de caridad.

## Biografía
Nació en Córdoba, hija de Carlos de León y Navarrete (1817-1867), caballero de la orden de Alcántara, maestrante de Granada y coronel de caballería, y la primera esposa de este, María del Pilar de Gregorio y Ayanz de Ureta.  Su padre era sobrino carnal del general Diego de León, siendo hijo del hermano de este, Sebastián de León II marqués de las Atalayuelas.
Tras la muerte de su madre en su niñez, partió con su padre a Cuba.
El 5 de septiembre de 1864 en La Habana contrajo un primer matrimonio con Victoriano Díaz de Herrera y Serrano (1830-1872), brigadier de la armada. Posteriormente el matrimonio pasaría a residir en Cádiz hasta la muerte de Victoriano. María del Pilar se mudó entonces a Madrid.
En estas circunstancias conocería a su segundo marido, el periodista español, Antonio Mantilla de los Ríos (-1881) con quien contraería matrimonio el 12 de julio de 1874 en La Granja de San Ildefonso. Días después el novio sería nombrado enviado extraordinario y ministro plenipotenciario en Washington. Esta carrera diplomática iniciada por el periodista llevaría al matrimonio a vivir en Washington (de 1874 a 1878) y Constantinopla (de 1878 a 1881). En 1878 su marido sería nombrado I marqués de Villamantilla por Alfonso XII. En 1881, una vez viuda, continuó recibiendo en su casa, empezando a ser sus fiestas y reuniones muy concurridas por la sociedad madrileña.
Desde entonces hasta su muerte llevaría a cabo múltiples obras de beneficencia: fundó en el Asilo de Jesús de San Martín en el madrileño barrio de Chamberí, destinado a acoger niños con escasos recursos, además dotó un comedor en ese establecimiento que daba de comer a 85 pobres diariamente. La propia marquesa ayudaba a servir la comida. También costeó la fundación de uno de los pabellones del Asilo de Santa Cristina.
El 19 de noviembre de 1887 contraería matrimonio secreto con Martín Larios y Larios, hijo de Martín Larios y Herreros, I marqués de Larios; poseedor de una gran fortuna. Este matrimonio daría lugar a una de las grandes causas judiciales y psiquiátricas de la época, el conocido como caso Larios. Desde alrededor de 1884, la madre de Martín Larios que su hijo no se encontraba en pleno uso de sus facultades pidió informes a distintos a algunos psiquiatras extranjeros. En 1887 se produjo la boda secreta y la madre de Martín comenzó un proceso judicial de inhabilitación en el que se cruzaron más informes de eminentes psiquiatras de la época como Charcot. En 1888, la sala segunda del Tribunal Supremo dio la razón al matrimonio. El matrimonio residiría en Madrid en el piso principal del palacio de Villahermosa, actualmente sede del Museo Thyssen-Bornemisza. María del Pilar poseía una importante fábrica de azúcar en Motril.
Martín Larios fallecería el 23 de julio de 1889 dejando viuda por tercera vez a María del Pilar. A su muerte esta heredó un quinto de la fortuna del difunto, lo que le permitió continuar con un elevado tren de vida. María del Pilar iría ganando notoriedad en la corte, siéndole concedido el título de marquesa de Squilache en 1890 y en 1892, en recuerdo de su antepasado, Leopoldo de Gregorio, marqués de Esquilache; dama de la orden de las Damas Nobles de la Reina María Luisa. También gozó de gran notoriedad por haber sido nombrada secretaria honoraria de los fondos donados por la reina Victoria Eugenia y otras damas para los heridos de la guerra de Melilla. Su salón sería famoso en Madrid, así como sus recepciones y fiestas que eran conocidas por su variedad, juntándose en ellas personalidades militares, políticas y artísticas. Tuvo una gran cercanía con el cronista de sociedad, Monte Cristo, Eugenio Rodríguez Ruiz de la Escalera y con la guatemalteca Francisca Aparicio, marquesa consorte de Vistabella.

En 1913 era descrita por la americana Tryphosa Bates-Batcheller en su libro Royal Spain of Today como:  
siempre elegante en el vestir, de maneras cordiales e inteligente en todo lo que hace. 
Tras asistir a una de sus fiestas, esta autora la consideraba:
Afable, elegante e inteligente, esta infatigable anfitriona de Madrid hizo que sus numerosos invitados se sintieran bienvenidos, y me brindó, como extranjera, una gran atención personal.
Obtendría la grandeza de España en 1910, Con ello conseguiría que los miembros de la familia real pudieran acudir a sus fiestas: la infanta Isabel en 1911 y los reyes Alfonso XIII y Victoria Eugenia en 1914.
Moriría en 1915 en su residencia del palacio de Villahermosa.
Tras su muerte sería sepultada en el Asilo de Jesús de San Martín. por especial concesión de Alfonso XIII, ya que no estaba permitido el entierro de personas en iglesias que no pertenecieran a cementerios.

## Títulos y órdenes

### Títulos
- I Marquesa de Squilache. (30 de enero de 1891)[11]
  - Con grandeza de España.[Nota 1][11]

### Órdenes
- Dama de la orden de las Damas nobles de la reina María Luisa. (9 de diciembre de 1892)[23]

### Individuales
1. ↑  Museología, Pupitre De (10 de abril de 2020). «Pupitre de Museología: Baile de gala en el Palacio de Villahermosa. Crónica social de José Moreno Carbonero en el Museo de Málaga». Pupitre de Museología. Consultado el 20 de diciembre de 2021.
2. ↑  «En un folletín de LA POLÍTICA escrito por la Sra. Sinués de Marco, se describe en estos términos la boda, de nuestro amigo y compañero en la prensa D. Antonio Mantilla». La Época (Madrid) (7.942). 14 de julio de 1874. p. 3.
3. ↑  «Decreto nombrando Enviado Extraordinario y Ministro Plenipotenciario de España en la República de los Estados Unidos de América á D. Antonio Mantilla.». Gaceta de Madrid (203). 22 de julio de 1874. p. 185.
4. ↑  «Cancillería.- El día 15 del corriente el Excmo. Sr. Antonio Mantilla fué recibido por el Sr. Presidente de la República de los Estados-Unidos de América, presentándose como Enviado Extraordinario y Ministro Plenipotenciario de España.». Gaceta de Madrid (260). 17 de septiembre de 1874. p. 689.
5. ↑  «Real decreto disponiendo que D. Antonio Mantilla de los Ríos, Marqués de Villa-Mantilla, Ministro Plenipotenciario en Washington, pasé á desempeñar con la misma categoría la Legación en Constantinopla.». Gaceta de Madrid (296). 23 de octubre de 1878. p. 213.
6. ↑  «Real decreto admitiendo la dimisión del cargo de Enviado Extraordinario y Ministro Plenipotenciario cerca de S. M. el Emperador de los Otomanos á D. Antonio Mantilla de los Ríos, Marqués de Villa-Mantilla.». Gaceta de Madrid (70). 11 de marzo de 1881. p. 673.
7. ↑  «Relación de resoluciones dictadas en las fechas que se expresan referentes á Títulos del Reino.». Gaceta de Madrid (255). 12 de septiembre de 1878. p. 755.
8. ↑  Donis, 2021, p. 39.
9. ↑  García García, Eugenio (2012). «El caso Larios (1888): un polémico dianóstico de locura». Los umbrales de la locura. Una aproximación fenomenológica. histórica y cultural (Madrid: Editorial Complutense). ISBN 978-84-9938-134-3.
10. ↑  Monte Cristo (Rodríguez Ruiz de la Escalera, Eugenio) (1898). «IX. La morada de la marquesa de Squilache». Los salones de Madrid. p. 80.
11. 1 2 3 4  Atienza y Navajas, Julio, barón de los Cobos de Belchite (1959). «Grandezas y Títulos del Reino concedidos por S M el Rey D Alfonso XIII». Hidalguía (Ediciones Hidalguia) (34): 314. Consultado el 20 de diciembre de 2021.
12. ↑  Bates-Batcheller, Tryphosa (1913). «A welcome from friends». Royal Spain of today (en inglés). Nueva York: Longmans, Green, and co. pp. 408-409. Wikidata Q76402193. Consultado el 20 de diciembre de 2021.
13. ↑  Monte Cristo (Rodríguez Ruiz de la Escalera, Eugenio) (1898). «IX. La morada de la marquesa de Squilache». Los salones de Madrid. pp. 77-80.
14. ↑  Hernández Barral, José Miguel (2017). «Memorias de la elite. Experiencias femeninas de una aristocracia en decadencia». Travaux et documents hispaniques (en francés) (7). Consultado el 20 de diciembre de 2021.
15. ↑  Retortillo y Macpherson, Agustín (31 de enero de 1902). «En casa de la Marquesa de Squilache». Gente conocida (58). pp. [11-12].
16. ↑  Hernández Barral, José Miguel (2012). «Capítulo 2. Grandes de España como referente social.  Crónicas de sociedad.». Grandes de España: distinción y cambio social, 1914-1931. (Tesis). Madrid: Universidad Complutense de Madrid. p. 101.
17. ↑  Bates-Batcheller, Tryphosa (1913). «Gracious Royal audiences». Royal Spain of today (en inglés). Nueva York: Longmans, Green, and co. p. 447. Wikidata Q76402193. Consultado el 20 de diciembre de 2021.
18. ↑  University of California Libraries, Tryphosa Bates (1913). «A welcome from friends». Royal Spain of today (en inglés). Nueva York: Longmans, Green, and co. pp. 408-409. Wikidata Q76402193. Consultado el 20 de diciembre de 2021.
19. ↑  Bates-Batcheller, Tryphosa (1913). «Salon of the Marquesa de Squilache». Royal Spain of today (en inglés). Nueva York: Longmans, Green, and co. p. 473. Wikidata Q76402193. Consultado el 20 de diciembre de 2021.
20. ↑  «La marquesa de Squilache. En honor de la infanta Isabel.». La Mañana (541) (Madrid). 2 de junio de 1911. p. 1.
21. 1 2  Donis, 2021, p. 41.
22. ↑  Alpuente, Moncho (9 de julio de 1995). «Anónimos madrileños». El País. ISSN 1134-6582. Consultado el 20 de diciembre de 2021.
23. ↑  «Guía oficial de España. 1914». Guía oficial de España: 182. 1914.